# Malý Cetín
Malý Cetín este o comună slovacă, aflată în districtul Nitra din regiunea Nitra. Localitatea se află la altitudinea de 131 m deasupra n.m., se întinde pe o suprafață de 5,16 km2 și în 2017 număra 411 locuitori.

## Istoric
Localitatea Malý Cetín este atestată documentar din 1113.

## Demografie
| An:                | 1994 | 2004 | 2014   | 2024    |
| ------------------ | ---- | ---- | ------ | ------- |
| Număr de persoane: | 384  | 384  | 398    | 502     |
| Diferență:         |      | +0%  | +3,64% | +26,13% |

| An:                | 2023 | 2024   |
| ------------------ | ---- | ------ |
| Număr de persoane: | 502  | 502    |
| Diferență:         |      | +1,42% |